# 右派セクター
右派セクター（うはセクター、ウクライナ語: Правий сектор、英語: Pravy/Pravyi sektor）は、ウクライナの民族主義者らで構成される極右政治団体・政党・準軍事組織。ロシアへの強硬な対抗姿勢で知られる。創設者はドミトリー・ヤロシ。現在の代表はアンドレイ・タラセンコ。

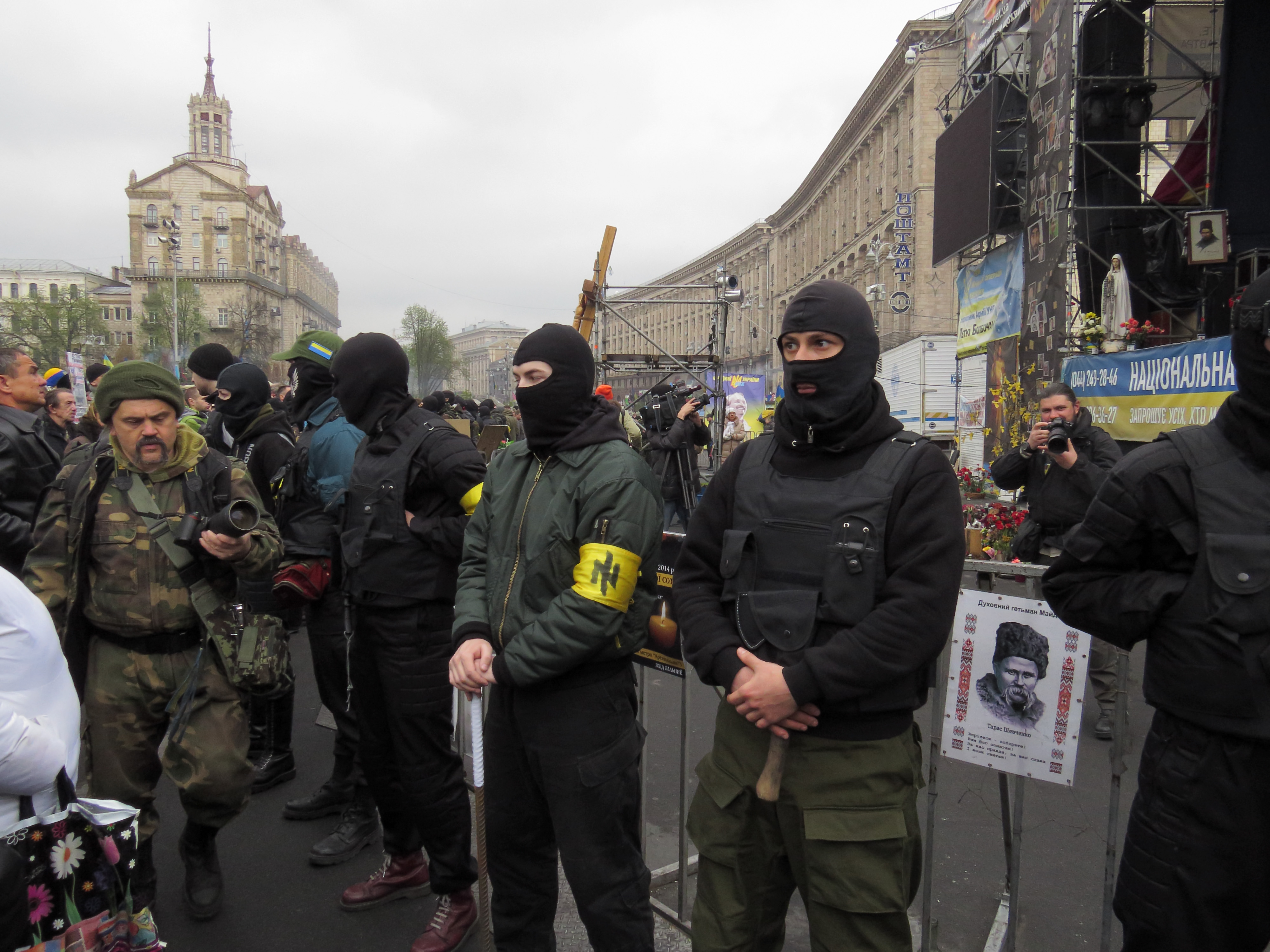
ユーロマイダンにおける右派セクター活動家

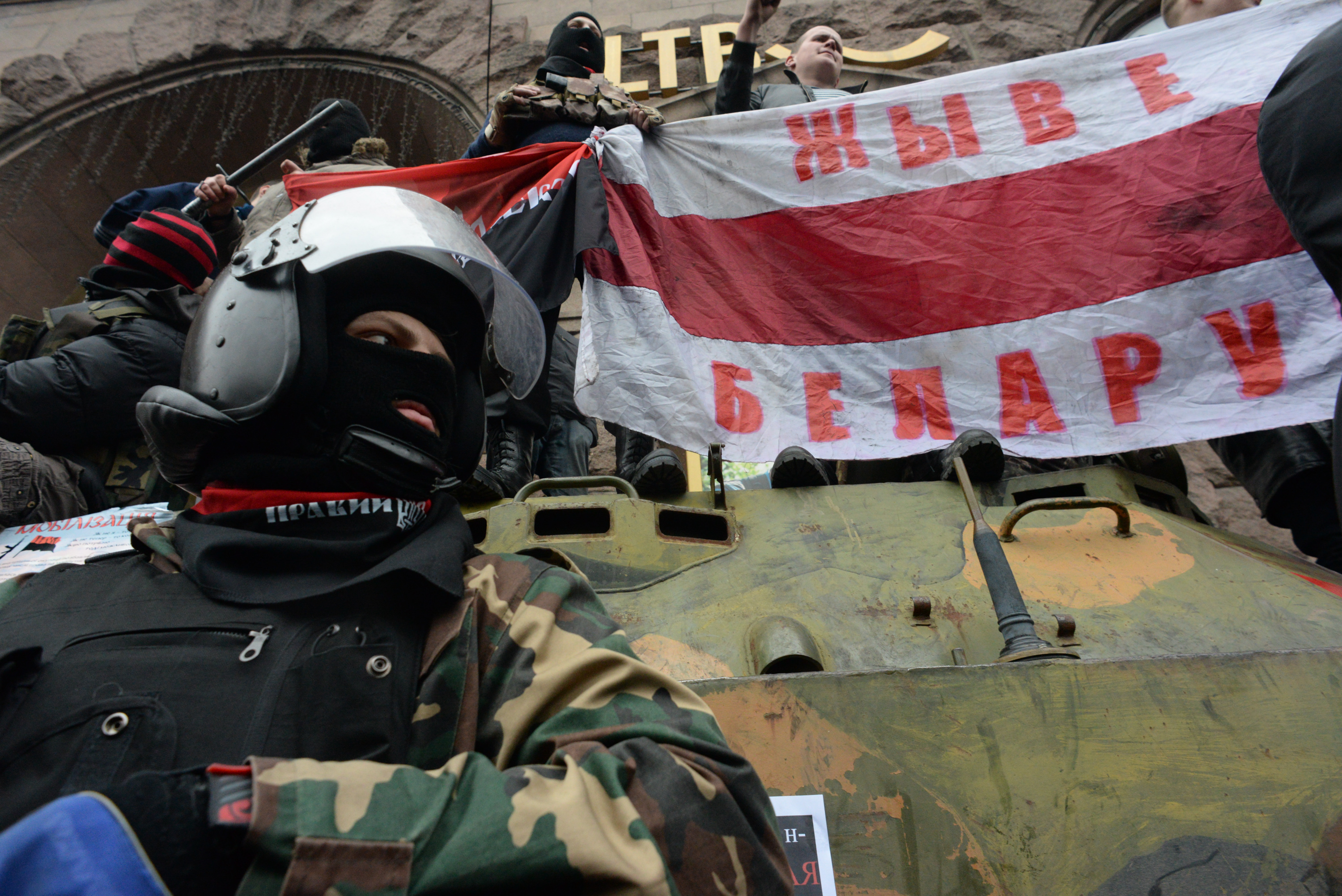
キエフの右派セクター活動家

## 歴史
2013年11月に極右団体トライデントのリーダーであったドミトリー・ヤロシが中心となり、ウクライナの各極右組織を元に設立。ステパーン・バンデーラに代表されるような第二次世界大戦時の対ソ抵抗パルチザンであるウクライナ蜂起軍の伝統を引き継いでいる。北米を中心とした世界各地のウクライナ系移民からの支援も受けている。2014年3月22日に極右民族主義団体であるトライデント、ウクライナ民族会議 ― ウクライナ人民の自己防衛、ウクライナの愛国者、ウクライナ国民会議、ホワイトハンマーが合併し新政党を創設した。

## 2014年ウクライナ騒乱と暫定政権への参加

右派セクターを構成するウクライナの愛国者のロゴ

2014年ウクライナ騒乱では、反ヤヌコーヴィチ政権デモを独立広場（ユーロマイダン）および周辺で展開、暴力により警察側と対抗し、騒乱の中心的団体となり、ヤヌコーヴィチ政権打倒の原動力となった。党首のドミトリー・ヤロシはヤツェニュク暫定政権への入閣、ウクライナ国家安全保障・国防会議の副議長への就任を要請されたものの、閣内の反対や本人の固辞もあり、これは実現しなかった。なお、前身の極右団体トライデントのメンバーでもあるシェルヒー・クヴィットは教育科学大臣として暫定政権に入閣している。2014年3月上旬、ヤロシが北カフカスのイスラム系反政府指導者、ドク・ウマロフに対して連携を求める動きを示すと、ロシアは指導者のヤロシに対しテロ実行を呼びかけた罪などで起訴。国際刑事警察機構に対して国際手配をするよう要請したが、ウクライナ側はヤロシを逮捕し、他国に引き渡す根拠は無いとした。
2014年3月11日、右派セクターの中心人物でありウクライナ民族会議 ― ウクライナ人民の自己防衛のメンバーでもあったオレクサンドル・ムズィチコが西ウクライナのリウネで射殺された。この事件をきっかけに、暫定政権はそれまでの擁護姿勢から一転、右派セクターを取り締まりの対象とする動きを見せるようになる。
3月22日、右派セクターは極右民族主義団体とともに新政党を創設、同年5月に予定される大統領選挙にヤロシを擁立すると発表した。ただし、新政権内部でも右派セクターの過激な活動に危惧を示す政治家も存在するなど国民の支持を受けているとは言いがたく、3月時点の世論調査では、右派セクターの支持率は1%未満と低迷している。
4月以降、暫定政権によって発足した国家親衛隊の志願兵として、ウクライナ東部での親露派鎮圧の目的のために活動拠点をそれまでのキエフから、東部のドニプロペトロウシクに移した。
2015年末、新組織設立の準備のために創設者で党首のドミトリー・ヤロシが右派セクターを脱退。その後2016年3月19日にアンドレイ・タラセンコがヤロシの後任として代表に就任した。

## 主義・主張
国民国家の樹立を目指している。ドミトリー・ヤロシによると、国会に議席を持つ全ウクライナ連合「自由」（スヴォボーダ）と共通点が多い。また、ホモセクシャルに反対している。

## 武装組織
右派セクターは準軍事組織「ウクライナ義勇軍団」を保持しており、ユーロマイダンの終焉時に、内務省が保有する西ウクライナのリヴィウにある武器庫を使用している。

## 構成組織
- トライデント・・・ドミトリー・ヤロシがリーダーの右派セクターの主要構成組織。メンバーのシェルヒー・クビットが教育科学省大臣としてヤツェニュク暫定政権に入閣。
- ウクライナ民族会議 ― ウクライナ人民の自己防衛・・・殺害されたオレクサンドル・ムズィチコやジャーナリストのタチアナ・チョルノヴィルがメンバー。
- ウクライナの愛国者・・・西ウクライナのリヴィウ発祥だが、現在は親露派の多い東部ハルキウに拠点を置く極右反露の国家社会主義組織。
- ウクライナ国民会議
- ホワイトハンマー